# Weipa
Weipa é a maior cidade no Golfo de Carpentária costa da Península do Cabo York, em Queensland, Austrália. No censo de 2006, Weipa tinha uma população de 2830 habitantes; a maior comunidade da Península do Cabo York. Ela existe por causa dos enormes depósitos de bauxita ao longo da costa. O Porto de Weipa é principalmente envolvidos na exportação de bauxita e de gado.